# 費德瑋
費德瑋，美國外交官，2019年至2021年間美國國務院東亞暨太平洋事務局中國、蒙古暨台灣協調副助卿，此前亦曾以美國駐華大使館經濟公使銜參贊身分代理臨時代辦、副館長等職務。費德瑋夫人陳念慈（Nancy Chen）亦為外交官，兩人育有三個孩子。

## 經歷

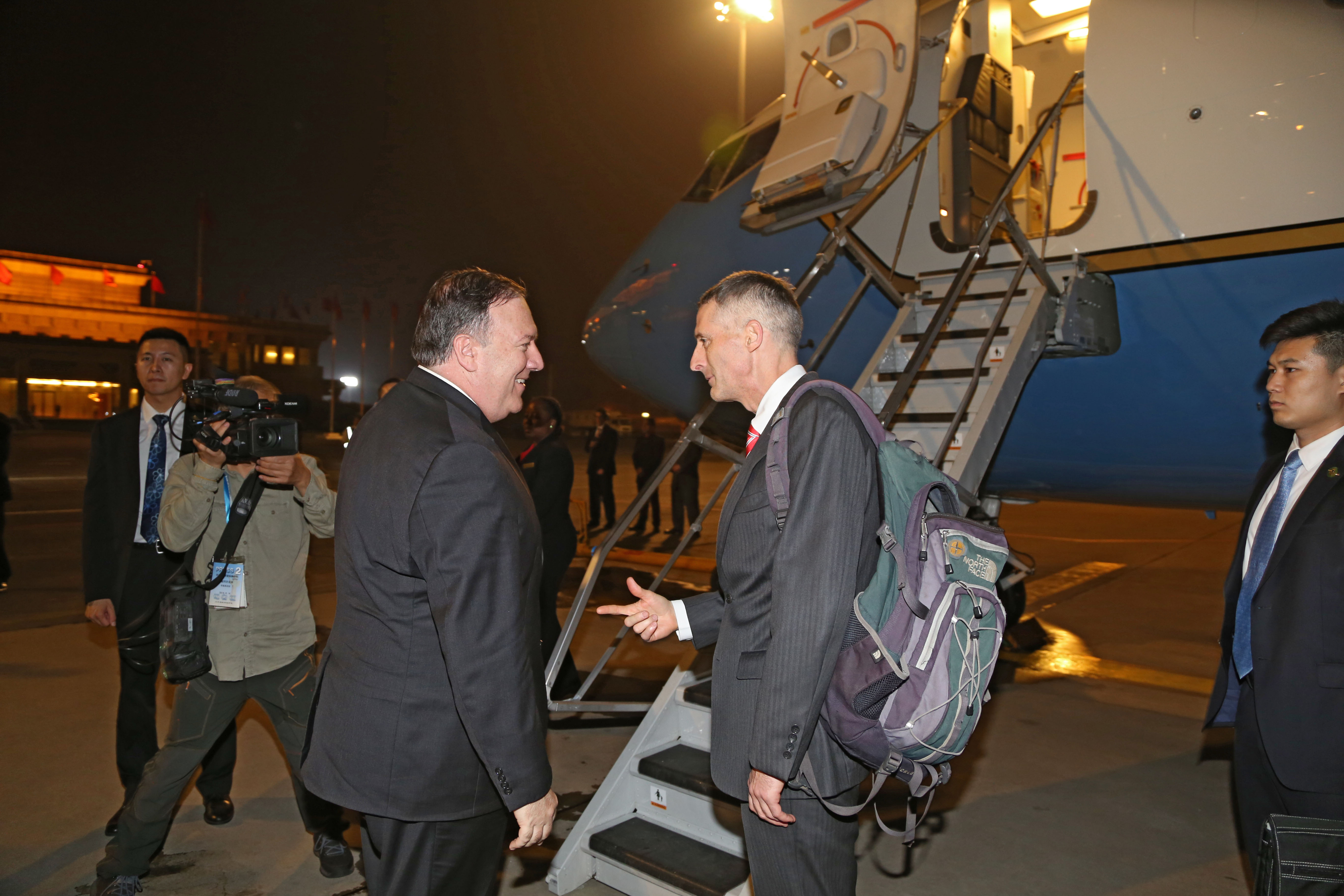
時任美國駐華大使館代理副館長費德瑋（右）與甫結束訪華行程的美國國務卿邁克·蓬佩奧（左）會晤，2018年6月14日

費德瑋生於南卡羅來納州博福特，曾入讀美國空軍學院兩年，而後自史丹佛大學畢業並獲得東亞研究文學士及碩士學位。1993年加入外交勤務體系服務後，費德瑋先後派駐美國駐廣州總領事館、美國駐成都總領事館及美國駐厄瓜多瓜亞基爾總領事館擔任領事官，亦曾於美國駐香港總領事館及美國駐墨西哥大使館經手貿易和智慧財產權業務。在華府本部則擔任副國務卿罗伯特·佐利克特別助理、美國貿易代表署貿易談判官及國務院亞太局中蒙事務處科員等職。
2008年至2010年間，費德瑋於美國駐華大使館經濟處擔任一等秘書兼科組主管，並先後出任美國駐澳洲大使館擔任經濟參贊（2010年—2012年）及美國駐阿富汗大使館經濟參贊（2012年—2013年）。他於2014年至2018年再度調至美國駐華大使館領導經濟處，任內昇任經濟公使銜參贊，並於2017年6月駐華代辦阮大為（David H. Rank）辭職後受命接任副館長及代辦職位，直至新任大使泰里·布兰斯塔德赴華履新為止。
離華後，費德瑋返美並進入美國國務院經濟商業事務局的國際通信資訊政策處（Office of International Communications and Information Policy；）擔任雙邊暨區域事務主任。2019年6月27日起回鍋亞太局並接任中蒙暨台灣協調副助卿。2021年8月2日起，費德瑋轉任美國國務院經濟成長、能源與環境次卿費南德茲的幕僚長。